# 닥뻐현
닥뻐현(베트남어: Huyện Đak Pơ / 縣得婆)은 베트남 중부 고원 지방 잘라이성의 현이다.

## 행정 구역
닥뻐현은 1시진, 7사를 관할하고 있다.

### 시진
- 닥뻐 시진 (Thị trấn Đak Pơ, 得婆市鎭)

### 사
- 푸안사 (Xã Phú An, 富安社)
- 끄안사 (Xã Cư An, 居安社)
- 야호이사 (Xã Ya Hội, 亞會社)
- 양박사 (Xã Yang Bắc, 楊北社)
- 안타인사 (Xã An Thành, 安城社)
- 하땀사 (Xã Hà Tam, 河三社)
- 떤안사 (Xã Tân An, 新安社)